# Brdo (Luže)

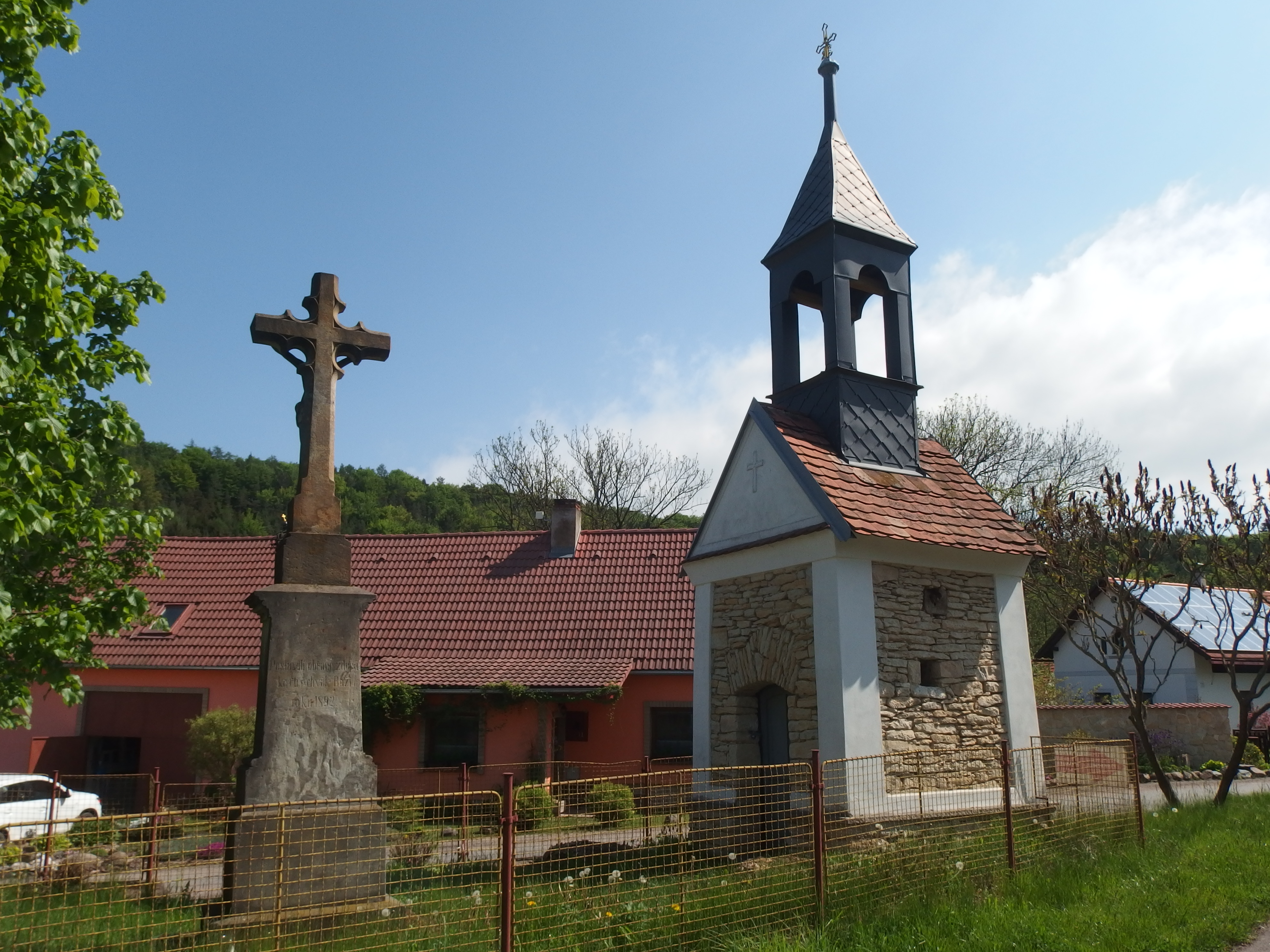
Kapelle und Kreuz auf dem Dorfplatz

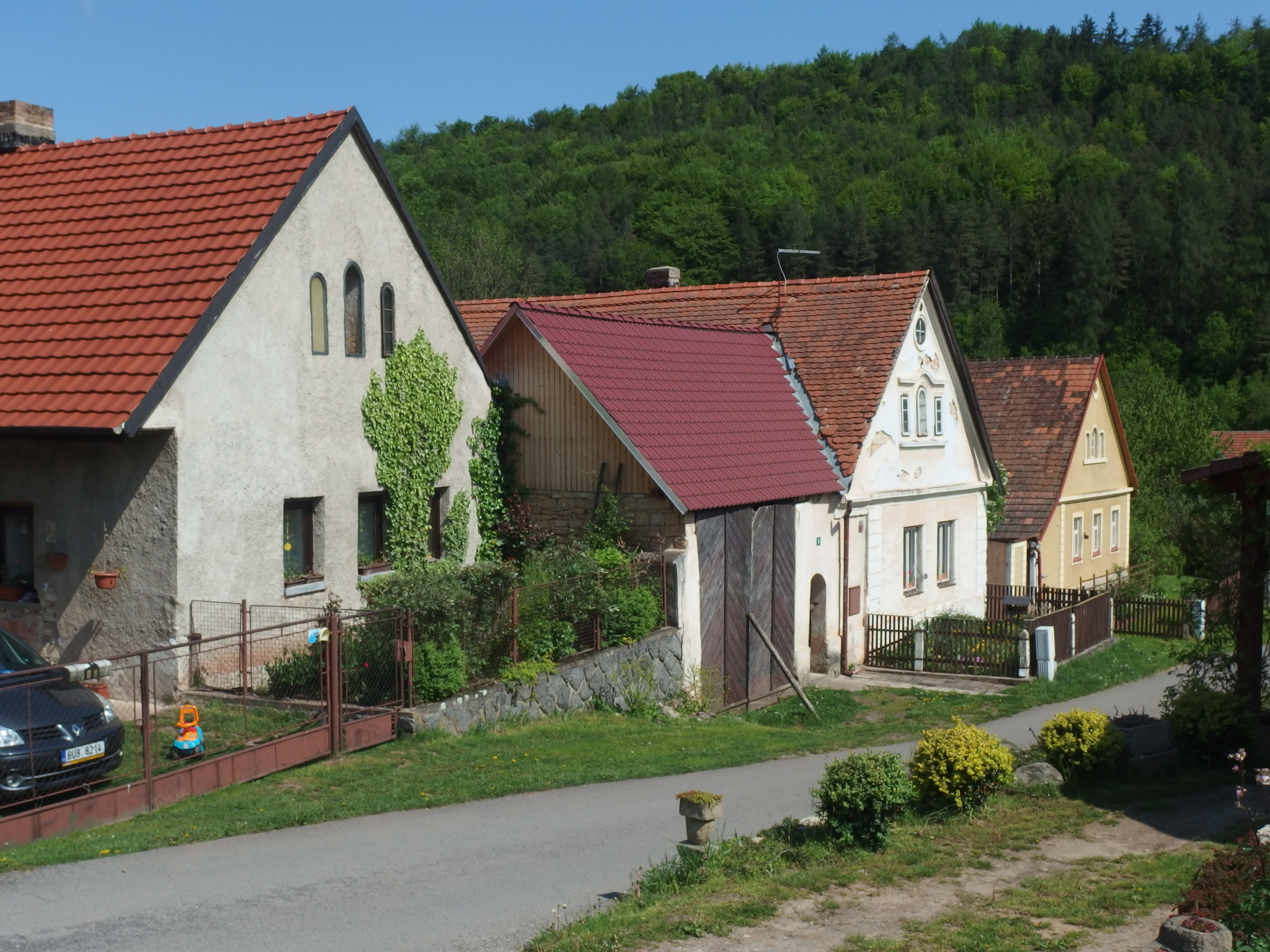
Dorfstraße

Brdo (deutsch Brdo, 1939–45 Bird) ist ein Ortsteil der Stadt Luže in Tschechien. Er liegt vier Kilometer südöstlich von Luže und gehört zum Okres Chrudim.

## Geographie
Brdo befindet sich in einem rechten Seitental der Krounka (Richenburger Bach) in der Novohradská stupňovina (Neuschlosser Stufenland). Südlich erhebt sich der Zajany (455 m n.m.). 
Nachbarorte sind Rabouň, U Prokopů und Drahoš im Norden, Rvasice im Nordosten, Hlubočice und Chlum im Osten, Dolany und Střítež im Südosten, Hluboká und Borek im Süden, Zhoř, Zadní Borek und Pod Lhotou im Südwesten, Lhota u Skutče und Štěpánov im Westen sowie Doly im Nordwesten.

## Geschichte
Die erste urkundliche Erwähnung von Brdo erfolgte 1392 in der Landtafel, als Smil Flaška von Pardubitz die Richenburg mit den zugehörigen 62 Dörfern an Otto von Bergow und Boček II. von Podiebrad übergab.
Nach der Einführung der Schulpflicht zum Ende des 18. Jahrhunderts wurden die Kinder aus Brdo zunächst in Richenburg unterrichtet. Ab 1815 fand der Schulunterricht in einer Chaluppe von Brdo statt. 1823 wurde am Ortsrand ein neues eingeschossiges Schulhaus fertiggestellt, in dem auch der Unterricht der Kinder aus Doly, Hlubočice, Rabouň und Rvasice erfolgte. Das Dorf hatte einen eigenen Ortsrichter.
Im Jahre 1835 bestand das im Chrudimer Kreis gelegene Rustikaldorf Brdo aus 25 Häusern, in denen 131 Personen lebten. Unter herrschaftlichen Patronat stand die Schule. Pfarrort war Richenburg. Bis zur Mitte des 19. Jahrhunderts blieb Brdo der Herrschaft Richenburg untertänig.
Nach der Aufhebung der Patrimonialherrschaften bildete Brdo ab 1849 einen Ortsteil der Gemeinde Doly im Gerichtsbezirk Skutsch. Ab 1868 gehörte das Dorf zum politischen Bezirk Hohenmauth. 1869 hatte Brdo 144 Einwohner und bestand aus 24 Häusern. Das Schulhaus wurde 1883 erweitert und aufgestockt. Im Jahre 1900 lebten in Brdo 184 Personen, 1910 waren es 170. 1930 hatte das Dorf 152 Einwohner. 1961 wurde Brdo dem Okres Chrudim zugeordnet. Im Sommer 1964 erfolgte die Schließung der Schule; das Schulhaus diente danach lange Zeit als Außenmagazin des staatlichen Bezirksarchivs Chrudim. Am 1. Januar 1981 wurde Brdo zusammen mit Doly nach Luže eingemeindet. Nach 2000 verkaufte die Gemeinde Luže die inzwischen leerstehende alte Schule in Brdo. Beim Zensus von 2001 lebten in den 27 Häusern von Brdo 50 Personen.

## Ortsgliederung
Der Ortsteil Brdo ist Teil des Katastralbezirks Doly.

## Sehenswürdigkeiten
- Kapelle auf dem Dorfplatz
- Sandsteinkreuz mit Corpus Christi, geschaffen 1892, neben der Kapelle
- Žižkovy šance, die Wallanlage auf dem Höhenrücken nördlich des Dorfes soll der Überlieferung nach während der Hussitenkriege angelegt worden sein, sie ist aber wahrscheinlich keltischen Ursprungs.